# Hoffmannia
Hoffmannia  är ett släkte av måreväxter. Hoffmannia ingår i familjen måreväxter.

## Dottertaxa tillHoffmannia[1]
- Hoffmannia aeruginosa Stand.
- Hoffmannia aggregata K.Schum.
- Hoffmannia amplexifolia Standl.
- Hoffmannia apodantha Standl.
- Hoffmannia araneopedaria Dwyer
- Hoffmannia arborescens
- Hoffmannia areolata
- Hoffmannia aroensis
- Hoffmannia asclepiadea
- Hoffmannia asperula
- Hoffmannia australis
- Hoffmannia bernardii
- Hoffmannia calycosa
- Hoffmannia capillacea
- Hoffmannia caripensis
- Hoffmannia cauliflora
- Hoffmannia cercidifolia
- Hoffmannia confertiflora
- Hoffmannia congesta
- Hoffmannia conzattii
- Hoffmannia coronata
- Hoffmannia cryptoneura
- Hoffmannia culminicola
- Hoffmannia cuneatissima
- Hoffmannia davidsoniae
- Hoffmannia decurrens
- Hoffmannia dichroantha
- Hoffmannia discolor
- Hoffmannia dotae
- Hoffmannia duckei
- Hoffmannia dwyeri
- Hoffmannia ecuatoriana
- Hoffmannia excelsa
- Hoffmannia fortunensis
- Hoffmannia gentryi
- Hoffmannia gesnerioides
- Hoffmannia ghiesbreghtii
- Hoffmannia glabra
- Hoffmannia guerrerensis
- Hoffmannia hamelioides
- Hoffmannia hammelii
- Hoffmannia hidalgensis
- Hoffmannia hondurensis
- Hoffmannia huehueteca
- Hoffmannia inamoena
- Hoffmannia ixtlanensis
- Hoffmannia killipii
- Hoffmannia larensis
- Hoffmannia latifolia
- Hoffmannia lawrancei
- Hoffmannia laxa
- Hoffmannia leucocarpa
- Hoffmannia lewisiana
- Hoffmannia liesneriana
- Hoffmannia lindenii
- Hoffmannia longipetiolata
- Hoffmannia macrosiphon
- Hoffmannia manussatani
- Hoffmannia mathewsii
- Hoffmannia minuticarpa
- Hoffmannia modesta
- Hoffmannia montana
- Hoffmannia nebulosa
- Hoffmannia nesiota
- Hoffmannia nicotianifolia
- Hoffmannia oaxacensis
- Hoffmannia obovata
- Hoffmannia oreogena
- Hoffmannia orizabensis
- Hoffmannia ostaurea
- Hoffmannia pallida
- Hoffmannia parvifolia
- Hoffmannia pauciflora
- Hoffmannia pearcei
- Hoffmannia peckii
- Hoffmannia pedunculata
- Hoffmannia phoenicopoda
- Hoffmannia piratarum
- Hoffmannia pittieri
- Hoffmannia psychotriifolia
- Hoffmannia pustulata
- Hoffmannia quadrifolia
- Hoffmannia racemifera
- Hoffmannia refulgens
- Hoffmannia regalis
- Hoffmannia rhizantha
- Hoffmannia robusta
- Hoffmannia rotata
- Hoffmannia rubripigmenta
- Hoffmannia sessilifolia
- Hoffmannia sessilis
- Hoffmannia sprucei
- Hoffmannia stenocarpa
- Hoffmannia stephaniae
- Hoffmannia steyermarkii
- Hoffmannia strigillosa
- Hoffmannia subauriculata
- Hoffmannia terepaimensis
- Hoffmannia teruae
- Hoffmannia tetrastigma
- Hoffmannia trichocalyx
- Hoffmannia triosteoides
- Hoffmannia tubiflora
- Hoffmannia tuerckheimii
- Hoffmannia uniflora
- Hoffmannia valerioi
- Hoffmannia verticillata
- Hoffmannia vesiculifera
- Hoffmannia williamsii
- Hoffmannia villosula
- Hoffmannia wilsonii
- Hoffmannia viridis
- Hoffmannia witheringioides
- Hoffmannia vulcanicola